# Mümliswil-Ramiswil
Mümliswil-Ramiswil es una comuna suiza del cantón de Soleura, situada en el distrito de Thal. Limita al norte con las comunas de Lauwil (BL), Reigoldswil (BL) y Waldenburg (BL), al este con Langenbruck (BL), al sur con Holderbank, Balsthal, Laupersdorf, Matzendorf y Aedermannsdorf, y al oeste con Beinwil.

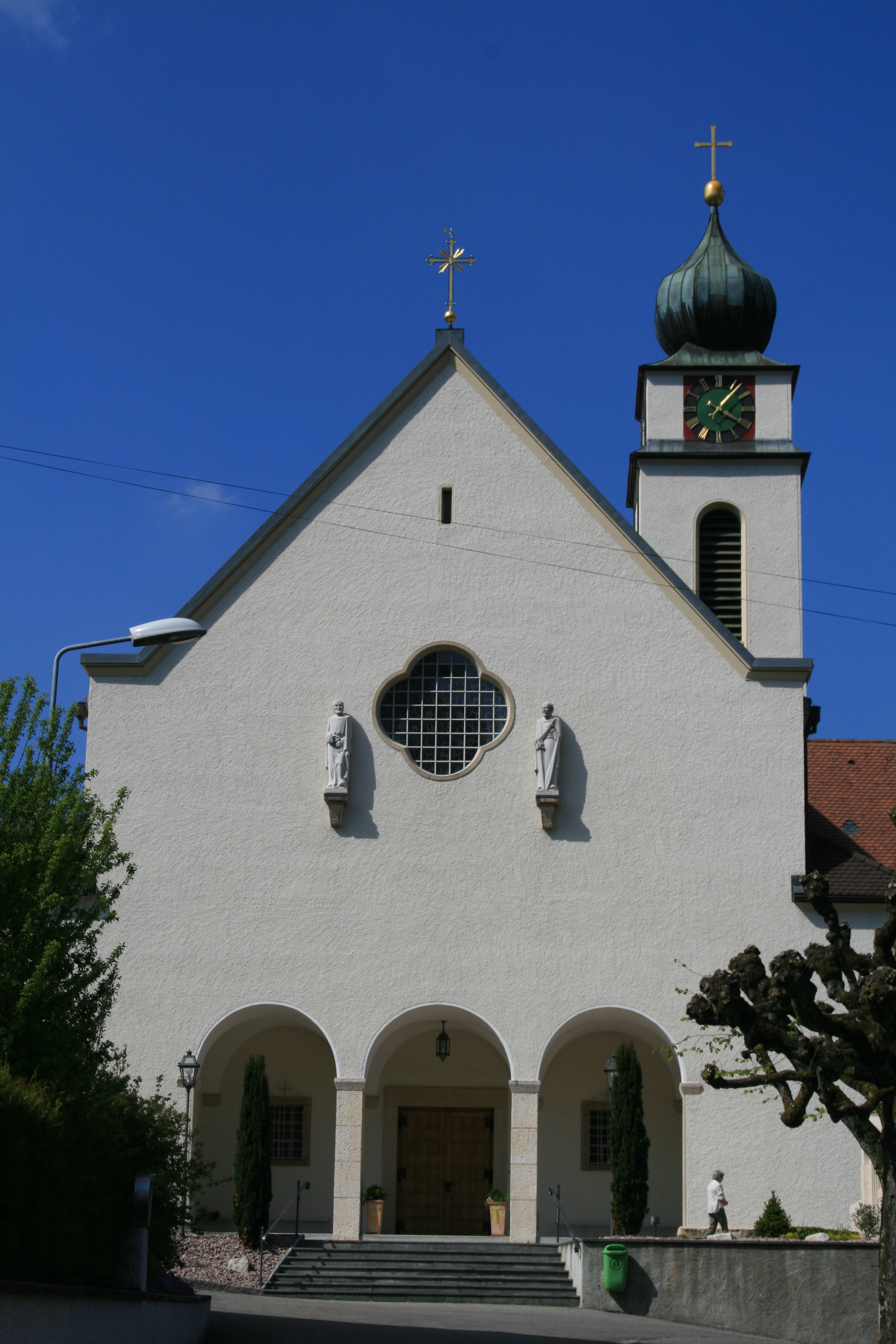
Iglesia de Mümliswil